# Callichroma
Callichroma é um gênero de coleóptero da tribo Callichromatini (Cerambycinae); compreende 19 espécies, com distribuição restrita à região neotropical

## Espécies
- Callichroma atroviride (Schmidt, 1924)
- Callichroma auricomum (Linnaeus, 1767)
- Callichroma batesi (Gahan, 1894)
- Callichroma cosmicum (White, 1853)
- Callichroma cyanomelas (White, 1853)
- Callichroma distinguendum (Gounelle, 1911)
- Callichroma euthalium (Bates, 1879)
- Callichroma fastuosum (Goldfuss, 1805)
- Callichroma gounellei (Achard, 1910)
- Callichroma holochlorum (Bates, 1872)
- Callichroma iris (Taschenberg, 1870)
- Callichroma magnificum (Napp & Martins, 2009)
- Callichroma minima (Podaný, 1965)
- Callichroma omissum (Schmidt, 1924)
- Callichroma onorei (Giesbert, 1998)
- Callichroma seiunctum (Schmidt, 1924)
- Callichroma sericeum (Fabricius, 1793)
- Callichroma velutinum (Fabricius, 1775)
- Callichroma viridipes (Bates, 1879)